# Parafia św. Wawrzyńca w Filadelfii
Parafia św. Wawrzyńca w Filadelfii (ang. St. Laurentius's Parish) – parafia rzymskokatolicka położona w Filadelfii w stanie Pensylwania w Stanach Zjednoczonych.
Jest ona wieloetniczną parafią w archidiecezji Filadelfia, z mszą św. w j. polskim dla polskich imigrantów.
Ustanowiona w 1882 roku i dedykowana św. Wawrzyńcowi.

## Szkoły
- St. Laurentius School